# A közösségi közlekedésért dolgozók emlékfája
A közösségi közlekedésért dolgozók emlékfája Kecskeméten, a helyközi autóbusz-állomáson 2009 júliusában ültetett emlékfa. A növény egy rózsaszín virágú taskenti trombitafa. Az emlékhelyet – melyet az emlékfa és egy előtte felállított emlékkő alkot – a Kunság Volán munkatársai hozták létre elhunyt kollégáik tiszteletére.
Az emlékhely átadására azt követően került sor, hogy pár héttel előtte egy kecskeméti autóbusz-vezető öngyilkos lett.